# Musikinstrument
Ein Musikinstrument (von lateinisch instrumentum, „Werkzeug“; gleichbedeutend: griechisch ὄργανον organon) ist ein Gegenstand, der mit dem Ziel angefertigt wurde oder der verwendet wird, um Musik zu erzeugen. Im Prinzip kann jeder Gegenstand, der Töne oder Geräusche hervorbringen kann, als Musikinstrument dienen, jedoch wird der Begriff in der Regel nur für solche Gegenstände verwendet, die ausschließlich zu diesem Zweck hergestellt wurden. Die Abgrenzung ist manchmal schwierig.

## Klassifikation
Es gibt viele verschiedene Versuche, die Vielfalt der Musikinstrumente in Gruppen einzuteilen. Bei praktisch allen Klassifikationssystemen zeigen sich Vor- und Nachteile sowie mehr oder weniger zahlreiche Ausnahmen.

### Klassifikation nach Art der Tonerzeugung
- Idiophone („Selbstklinger“ – Tonerzeugung durch Klingen des gesamten Instruments) wie Glocke oder Triangel
- Membranophone („Fellklinger“ – Tonerzeugung durch schwingendes Fell) wie die Trommel
- Chordophone („Saitenklinger“ – Tonerzeugung durch Saiten)
  - Streichinstrumente wie die Geige
  - Zupfinstrumente wie Gitarre
  - Tasteninstrumente wie das Klavier
- Aerophone („Luftklinger“ – Tonerzeugung durch Luftstrom)
  - Blasinstrumente
    - Holzblasinstrumente wie die Flöte
    - Blechblasinstrumente wie die Trompete

  - Tasten-Aerophone wie die Orgel oder Handzuginstrumente wie das Akkordeon
- Elektrophone (Tonerzeugung durch elektrischen Strom)
  - Elektromechanische Musikinstrumente wie die Elektrogitarre mit elektromechanischer Tonabnahme und analoger Signalverarbeitung eines mechanischen Schwingungsvorgangs
  - Elektronische Musikinstrumente wie das Trautonium oder der analoge Synthesizer mit vollständig elektronischer Klangerzeugung
  - Digitale Musikinstrumente wie das Digitalpiano, die Groovebox oder der Computer mit rein digitaler Klangerzeugung, wie zum Beispiel mit Hilfe des Samplings

Im 1914 veröffentlichten Klassifikationsschema von Curt Sachs und Erich von Hornbostel werden die Instrumente entsprechend unterteilt, die Gruppe der „Elektrophone“ ergänzte Sachs 1940. Innerhalb dieser Schemata sind Mischformen möglich. Das wachsende Verständnis für die Physik hinter den Erscheinungen, die Einführung von „elektrischen“ Instrumenten und sogar der elektronischen Musik machte im 20. Jahrhundert eine Einordnung der Musikinstrumente aus physikalischer Sicht notwendig, die sich bei Fachleuten des Instrumentenbaus immer weiter durchsetzt. Besonders die Unterscheidung von Musikautomaten, die bekannte klassische Instrumente bespielten, und der elektronischen Klangerzeugung, die erst durch elektroakustische Wandler hörbar gemacht werden kann, erbrachte folgende übergeordnete Gliederung:
- Mechanische Musikinstrumente: Instrumente, bei denen die klassische Mechanik zur Beschreibung benutzt werden kann (z. B. Geige, Pauke, Flöte, Xylophon). Oft werden diese Instrumente als „akustisch“ oder „natürlich“ bezeichnet, obwohl alle Musikinstrumente zwingend einen akustischen Anteil haben, da ohne akustische Wellenausbreitung keine Wahrnehmung durch die Ohren möglich ist. Auch sind diese Instrumente menschliche Artefakte höchster Vollendung und Präzision und nicht natürlichen Ursprungs. Die Vorgänge werden mit Begriffen wie Haftreibung oder Gleitreibung, Strömungsmechanik, Masse, Feder, Dämpfung usw. beschrieben.
- Mechanische Musikautomaten: wie mechanische Musikinstrumente, allerdings mit automatischer Spielvorrichtung (z. B. Orchestrion, Pianola)
- Elektromechanische Musikinstrumente: basierend auf mechanisch-elektrischer Energieumwandlung (z. B. E-Gitarre, Hammondorgel). „Elektrische“ Musikinstrumente gibt es in diesem Sinne nicht, da eine Schaltung nur aus passiven Bauelementen wie Spule, Widerstand und Kondensator, wie sie zum Beispiel in E-Gitarren zum Einsatz kommt, nicht aktiv an der Klangerzeugung beteiligt ist, sondern nur der Verstärkung der Ausgangsschwingung dient. Somit zählen solche Instrumente eigentlich zu den Gruppen, denen die Erzeuger der eigentlichen Schwingungen zuzurechnen sind (eine E-Gitarre zu den Chordophonen).
- Elektronische Musikinstrumente basieren auf analogen Schaltkreisen, wobei der Klang durch Oszillatoren auf der Basis elektronischer Bauelemente wie Vakuumröhre oder Transistor erzeugt wird (z. B. Theremin), der oft durch eine Reihe zusätzlicher Schaltkreise (z. B. Trautonium) gefiltert oder ergänzt wird. Ein modularer Synthesizer kombiniert dabei eine große Anzahl elektronischer Klangerzeuger verschiedener Wellenformen mit zahlreichen analogen Effektgeräten, die es erlauben, das analoge Klangsignal weiter zu verändern.
- Digitale Musikinstrumente generieren den Klang rein rechnerisch mit Hilfe von universellen Mikroprozessoren oder speziellen Prozessoren zur digitalen Signalverarbeitung. Die Umwandlung in eine physikalische Schwingung wird erst am Ende der Signalverarbeitung von einem Digital-Analog-Wandler vorgenommen. Derartige Instrumente können sowohl in der Form dedizierter Hardware (z. B. digitale Synthesizer) als auch als reine Softwareanwendung (z. B. Software-Instrument, Software-Synthesizer) implementiert werden.

### Klassifikation nach Benutzung durch den Spieler
Unabhängig von der Art der Tonerzeugung ist auch eine Klassifikation nach der Benutzung durch den Spieler möglich. Hier unterscheidet man:
- Blasinstrumente
- Schlaginstrumente
- Streichinstrumente
- Tasteninstrumente
- Zupfinstrumente

Wenn kein Spieler zur Klangerzeugung nötig ist, spricht man auch von einem Musikautomaten (siehe im Speziellen Mechanischer Musikautomat).

### Klassifikation nach dem Rohmaterial
In Ostasien wurden Musikinstrumente nach ihrem Rohmaterialien unterschieden. Das System der Acht Klänge (chinesisch 八音, Pinyin bāyīn, W.-G. pa-yin, japanisch „Hatchi-In-System“) unterscheidet acht Materialgruppen: Metall (Gold, Bronze, Stahl), Stein, Garn (Seide, Wolle), Bambus, Kürbisfrüchte, Ton, Leder und Holz.

### Weitere Klassifikationen
- Nach geographisch-kultureller Herkunft (nationale Musikinstrumente, Nationalinstrumente)
- Nach Bestimmung (Konzert-, Übe-, Kinder-, Spielzeuginstrumente, Harmonieinstrument, Lärm-, Rhythmus- oder Effektinstrument)
- Nach Musikrichtung
- Nach Entstehungszeit (Prähistorische Musikinstrumente)